# Nitrosospira
Nitrosospira – rodzaj obligatoryjnie tlenowych bakterii z rodziny Nitrosomonadaceae opisany przez Siergieja Winogradskiego w 1933 r. Uczestniczą w procesach nitryfikacji.

## Gatunki
- Nitrosospira briensis[2]
- Nitrosospira lacus[2]
- Nitrosospira multiformis[2]
- Nitrosospira tenuis[2]